# Bataille de Warbonnet Creek
Guerre des Black Hills
Batailles
Guerre des Black Hills :
- Big Horn Expedition (en)
- Powder
- Prairie Dog Creek (en)
- Rosebud Creek
- Little Bighorn
- Warbonnet Creek
- Slim Buttes
- Cedar Creek
- Dull Knife
- Wolf Mountain (en)
- Little Muddy Creek

La bataille de Warbonnet Creek, également connue sous le nom de bataille de Hat Creek, est une escarmouche qui opposa le 17 juillet 1876 l'Armée américaine à un groupe de Cheyennes durant la guerre des Black Hills.

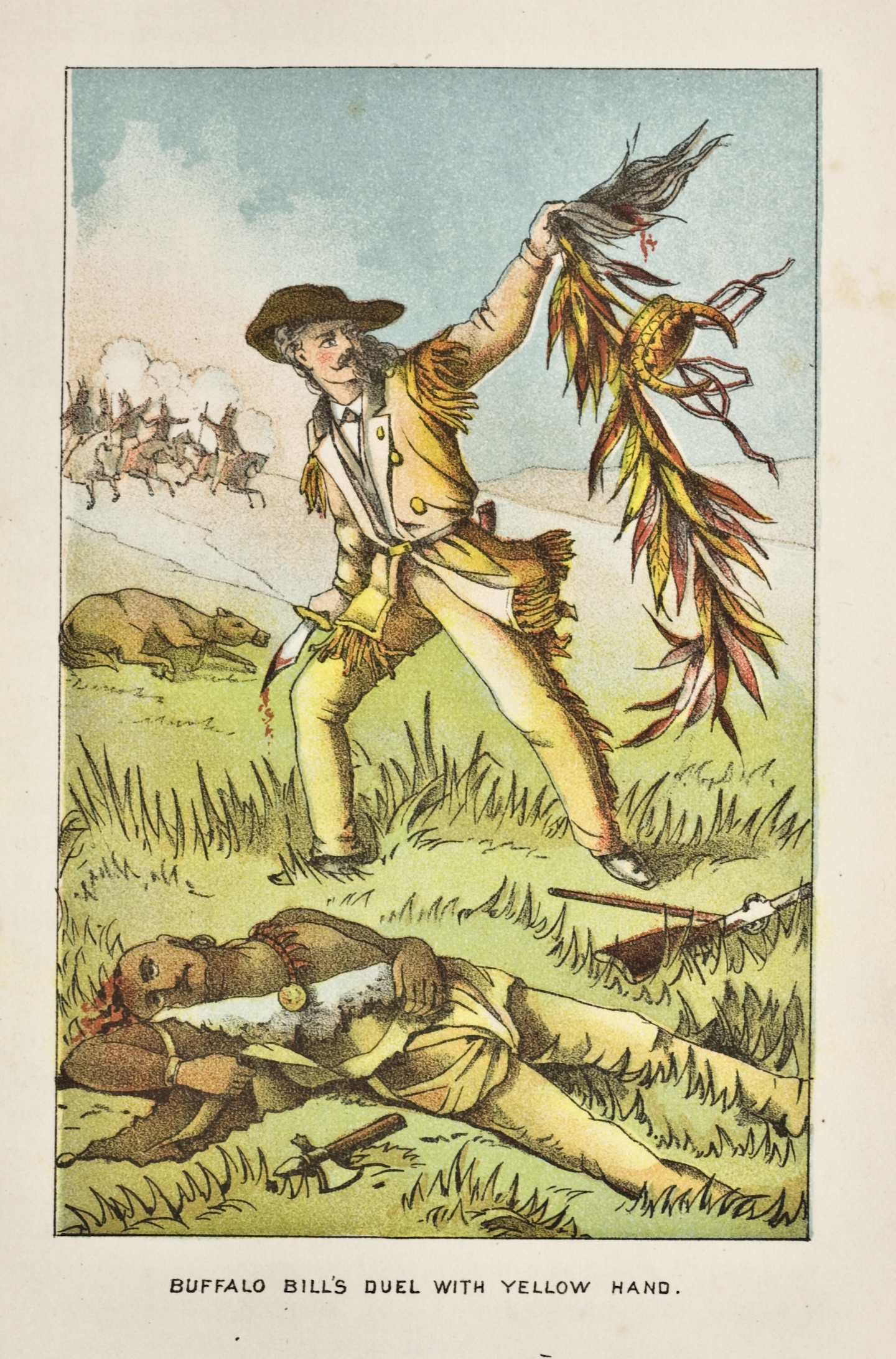
Illustration de la scalpation de Yellow Hair par William F. Cody.

Après la défaite de George A. Custer à la bataille de Little Bighorn, un groupe de Cheyennes mené par Little Wolf quitte l'agence de Red Cloud (en) pour rejoindre la coalition formée par Sitting Bull et Crazy Horse. Prévenu de ce mouvement, le colonel Wesley Merritt commandant le 5e régiment de cavalerie conduit ses hommes à proximité de Warbonnet Creek où il attend les Amérindiens.
Au cours de la charge qui suit, le guerrier cheyenne Yellow Hair (ou Yellow Hand) est tué par William F. Cody, plus connu sous le nom de Buffalo Bill, qui sert comme éclaireur tandis que le reste des Amérindiens s'enfuit et retourne à l'agence. Cody prend ensuite le scalp de Yellow Hair, le proclamant « premier scalp pour Custer ».